# Han Kwang-song
Han Kwang-song (Pyongyang, 11 september 1998) is een Noord-Koreaans voetballer die doorgaans speelt als spits. In augustus 2023 tekende hij voor 25 April. Han maakte in 2017 zijn debuut in het Noord-Koreaans voetbalelftal.

## Clubcarrière
Han speelde in de jeugd van FC Choyong. In maart 2017 tekende hij voor Cagliari na een succesvolle oefenstage. Voor de Italiaanse club werd hij de eerste Aziatische speler. Zijn debuut maakte de aanvaller op 2 april. Op die dag werd na een tegendoelpunt van Giancarlo González toch met 1–3 gewonnen van Palermo, omdat Artur Ioniță tweemaal scoorde en ook Marco Borriello doel trof. Han kwam vier minuten voor het einde van de wedstrijd binnen de lijnen als invaller voor Marco Sau. In zijn tweede optreden, een nederlaag in eigen huis tegen Torino (2–3) op 9 april, had Borriello vanaf de strafschopstip de score geopend, maar scoorden daarna Adem Ljajić, Andrea Belotti en Afriyie Acquah tegen. Han, die negen minuten voor tijd voor opnieuw Sau in het veld kwam, tekende in de vijfde minuut van de blessuretijd op aangeven van Diego Farias voor de aansluitingstreffer. Hiermee werd hij de eerste Noord-Koreaan ooit die trefzeker is in de Serie A. Vier dagen na zijn eerste professionele doelpunt zette de Noord-Koreaan zijn handtekening onder een verbintenis tot medio 2022.
In de zomer van 2017 werd Han voor de duur van één seizoen op huurbasis bij Perugia gestald. Deze verhuurperiode kwam na een half seizoen tot een einde en in januari 2018 keerde de Noord-Koreaan terug naar Cagliari. Hier verlengde hij twee maanden later zijn verbintenis tot medio 2023. Medio 2018 huurde Perugia de Noord-Koreaanse aanvaller voor de tweede maal. In de zomer van 2019 huurde Juventus de Noord-Koreaan voor twee seizoenen. In Turijn kwam hij te spelen in het tweede elftal. Na een half seizoen kocht Juventus de Noord-Koreaan voor circa drieënhalf miljoen euro om hem vervolgens zes dagen later voor het dubbele bedrag te doorverkopen aan Al-Duhail. Medio 2021 verliet hij de club, om in augustus 2023 bij 25 April terug te keren in Noord-Korea.

## Clubstatistieken
| Seizoen | Club       | Competitie         | Competitie | Competitie | Beker | Beker | Internationaal | Internationaal | Totaal | Totaal |
| Seizoen | Club       | Competitie         | Wed.       | Dlp.       | Wed.  | Dlp.  | Wed.           | Dlp.           | Wed.   | Dlp.   |
| ------- | ---------- | ------------------ | ---------- | ---------- | ----- | ----- | -------------- | -------------- | ------ | ------ |
| 2016/17 | Cagliari   | Serie A            | 5          | 1          | 0     | 0     | —              | —              | 5      | 1      |
| 2017/18 | → Perugia  | Serie B            | 17         | 7          | 2     | 0     | —              | —              | 19     | 7      |
| 2017/18 | Cagliari   | Serie A            | 7          | 0          | 0     | 0     | —              | —              | 7      | 0      |
| 2018/19 | → Perugia  | Serie B            | 20         | 4          | 0     | 0     | —              | —              | 20     | 4      |
| 2019/20 | → Juventus | Serie A            | 0          | 0          | 0     | 0     | —              | —              | 0      | 0      |
| 2019/20 | Juventus   | Serie A            | —          | —          | —     | —     | —              | —              | 0      | 0      |
| 2019/20 | Al-Duhail  | Qatar Stars League | 10         | 3          | 4     | 2     | 2              | 0              | 16     | 5      |
| Totaal  | Totaal     | Totaal             | 59         | 15         | 6     | 2     | 2              | 0              | 67     | 17     |

Bijgewerkt op 30 april 2025.

## Interlandcarrière
Han maakte zijn debuut in het Noord-Koreaans voetbalelftal op 6 juni 2017, toen met 2–2 gelijkgespeeld werd tegen Qatar. Abdelkarim Fadlalla en Akram Afif zetten de Qatarezen op een voorsprong maar door treffers van Pak Kwang-ryong en Kim Ju-song werd het alsnog gelijk. Han startte in de basis en hij mocht het gehele duel meespelen.
| Interlands van Han Kwang-song voor Noord-Korea | Interlands van Han Kwang-song voor Noord-Korea | Interlands van Han Kwang-song voor Noord-Korea | Interlands van Han Kwang-song voor Noord-Korea | Interlands van Han Kwang-song voor Noord-Korea | Interlands van Han Kwang-song voor Noord-Korea | Interlands van Han Kwang-song voor Noord-Korea |
| №                                              | Datum                                          | Wedstrijd                                      | Uitslag                                        | Competitie                                     | Goals                                          |                                                |
| Als speler bij Cagliari                        | Als speler bij Cagliari                        | Als speler bij Cagliari                        | Als speler bij Cagliari                        | Als speler bij Cagliari                        | Als speler bij Cagliari                        | Als speler bij Cagliari                        |
| ---------------------------------------------- | ---------------------------------------------- | ---------------------------------------------- | ---------------------------------------------- | ---------------------------------------------- | ---------------------------------------------- | ---------------------------------------------- |
| 1                                              | 6 juni 2017                                    | Qatar – Noord-Korea                            | 2 – 2                                          | Vriendschappelijk                              |                                                |                                                |
| 2                                              | 13 juni 2017                                   | Hongkong – Noord-Korea                         | 1 – 1                                          | AK 2019 kwalificatie                           |                                                |                                                |
| 3                                              | 27 maart 2018                                  | Noord-Korea – Hongkong                         | 2 – 0                                          | AK 2019 kwalificatie                           |                                                |                                                |
| Als speler bij Perugia                         |                                                |                                                |                                                |                                                |                                                |                                                |
| 4                                              | 8 januari 2019                                 | Saoedi-Arabië – Noord-Korea                    | 4 – 0                                          | AK 2019 kwalificatie                           |                                                |                                                |
| 5                                              | 17 januari 2019                                | Libanon – Noord-Korea                          | 4 – 1                                          | AK 2019 kwalificatie                           |                                                |                                                |
| Als speler bij Juventus                        |                                                |                                                |                                                |                                                |                                                |                                                |
| 6                                              | 5 september 2019                               | Noord-Korea – Libanon                          | 2 – 0                                          | WK 2022 kwalificatie                           |                                                |                                                |
| 7                                              | 10 september 2019                              | Sri Lanka – Noord-Korea                        | 0 – 1                                          | WK 2022 kwalificatie                           |                                                |                                                |
| 8                                              | 15 oktober 2019                                | Noord-Korea – Zuid-Korea                       | 0 – 0                                          | WK 2022 kwalificatie                           |                                                |                                                |
| 9                                              | 14 november 2019                               | Turkmenistan – Noord-Korea                     | 3 – 1                                          | WK 2022 kwalificatie                           | 90+3'                                          |                                                |
| 10                                             | 19 november 2019                               | Libanon – Noord-Korea                          | 0 – 0                                          | WK 2022 kwalificatie                           |                                                |                                                |
| 11                                             | 16 november 2023                               | Syrië – Noord-Korea                            | 1 – 0                                          | WK 2026 kwalificatie                           |                                                |                                                |
| 12                                             | 21 november 2023                               | Myanmar – Noord-Korea                          | 1 – 6                                          | WK 2026 kwalificatie                           | 38'                                            |                                                |
| 13                                             | 21 maart 2024                                  | Japan – Noord-Korea                            | 1 – 0                                          | WK 2026 kwalificatie                           |                                                |                                                |
| 14                                             | 6 juni 2024                                    | Noord-Korea – Syrië                            | 1 – 0                                          | WK 2026 kwalificatie                           |                                                |                                                |
| 15                                             | 11 juni 2024                                   | Noord-Korea – Myanmar                          | 4 – 1                                          | WK 2026 kwalificatie                           |                                                |                                                |
| 16                                             | 5 september 2024                               | Oezbekistan – Noord-Korea                      | 1 – 0                                          | WK 2026 kwalificatie                           |                                                |                                                |
| 17                                             | 10 september 2024                              | Noord-Korea – Qatar                            | 2 – 2                                          | WK 2026 kwalificatie                           |                                                |                                                |
| 18                                             | 10 oktober 2024                                | Verenigde Arabische Emiraten – Noord-Korea     | 1 – 1                                          | WK 2026 kwalificatie                           |                                                |                                                |
| 19                                             | 15 oktober 2024                                | Kirgizië – Noord-Korea                         | 1 – 0                                          | WK 2026 kwalificatie                           |                                                |                                                |
| 20                                             | 14 november 2024                               | Noord-Korea – Iran                             | 2 – 3                                          | WK 2026 kwalificatie                           |                                                |                                                |
| 21                                             | 19 november 2024                               | Noord-Korea – Oezbekistan                      | 0 – 1                                          | WK 2026 kwalificatie                           |                                                |                                                |

Bijgewerkt op 30 april 2025.